# 亀山始
亀山 始（かめやま はじめ、1948年 - ）は、日本の造園系地方公務員。

## 来歴
1971年に千葉大学園芸学部造園学科を卒業 後、大阪府庁に入庁する。2000年代には府営公園の管理事務所のアウトソーシングに（指定管理者制度導入前から）取り組み、2005年時点では土木部公園課長を務めていた。
府庁退職後は大阪府公園・都市緑化協会理事長 を務め、2016年には特定非営利活動法人楽庭楽園の代表となった。
2013年に、第35回日本公園緑地協会北村賞を受賞した。
著書に『やさしい人をつくる公園へ ユニバーサルデザインの展開』（共著、新樹社, 2004年）、『人にやさしい公園づくり―バリア一フリーからユニパーサルデザインへ』（共著、鹿島出版会、1996年）、『パークマネジメント -地域で活かされる公園づくり-』（共著、学芸出版社、2011年）がある。